# Cowboy (álbum de Erasure)
Cowboy es el título del octavo álbum de estudio del dúo británico de synthpop Erasure. Fue producido por Gareth Jones y Neil McLellan, y editado en 1997 por Mute Records en el Reino Unido y por Maverick Records en los Estados Unidos.
El álbum significó una vuelta a los orígenes del dúo con canciones de tres minutos, lo que marcó su regreso a los primeros puestos de popularidad, aunque con un menor impacto que otros discos anteriores. Alcanzó el puesto 10 en el ranking británico.
La edición original del álbum contiene once temas escritos por Clarke y Bell. La edición norteamericana incluye dos covers como temas extras, "Rapture" de Blondie (con Clarke cantando las partes de rap) y "Magic Moments" de Burt Bacharach y Hal David, que forma parte de la banda sonora de la película Lord of Illusions.
Para promocionar el disco, el grupo realizó una gira que lo llevó desde Estados Unidos hasta Sudamérica.

## Lista de canciones
El álbum apareció en tres formatos, el estándar en disco compacto, en disco de vinilo y en casete de cinta magnética de audio.
Edición en CD
| Cowboy |                                     |          |  |
| N.º    | Título                              | Duración |  |
| 1.     | «Rain»                              | 4:11     |  |
| 2.     | «Worlds on Fire»                    | 3:37     |  |
| 3.     | «Reach Out»                         | 3:47     |  |
| 4.     | «In My Arms»                        | 3:34     |  |
| 5.     | «Don't Say Your Love is Killing Me» | 3:46     |  |
| 6.     | «Precious»                          | 3:31     |  |
| 7.     | «Treasure»                          | 3:04     |  |
| 8.     | «Boy»                               | 3:40     |  |
| 9.     | «How Can I Say»                     | 3:16     |  |
| 10.    | «Save Me Darling»                   | 4:00     |  |
| 11.    | «Love Affair»                       | 3:36     |  |

| Pista adicional en la edición americana |                 |                           |          |  |
| N.º                                     | Título          | Escritor(es)              | Duración |  |
| 12.                                     | «Magic Moments» | Burt Bacharach, Hal David | 2:38     |  |

| Pistas adicionales en edición limitada de lujo |                 |                           |          |  |
| N.º                                            | Título          | Escritor(es)              | Duración |  |
| 12.                                            | «Rapture»       | Chris Stein, Debbie Harry | 6:32     |  |
| 13.                                            | «Magic Moments» | Burt Bacharach, Hal David | 2:38     |  |

Edición en LP
Esta edición, como las anteriores en este formato, fue únicamente publicada en Europa.

| Lado A |                                     |          |  |
| N.º    | Título                              | Duración |  |
| 1.     | «Rain»                              | 4:11     |  |
| 2.     | «Worlds on Fire»                    | 3:37     |  |
| 3.     | «Reach Out»                         | 3:47     |  |
| 4.     | «In My Arms»                        | 3:34     |  |
| 5.     | «Don't Say Your Love is Killing Me» | 3:46     |  |

| Lado B |                   |          |  |
| N.º    | Título            | Duración |  |
| 1.     | «Precious»        | 3:31     |  |
| 2.     | «Treasure»        | 3:04     |  |
| 3.     | «Boy»             | 3:40     |  |
| 4.     | «How Can I Say»   | 3:16     |  |
| 5.     | «Save Me Darling» | 4:00     |  |
| 6.     | «Love Affair»     | 3:36     |  |

La edición europea en casete contiene los once temas del contenido estándar; la versión americana en casete contiene los trece temas de la edición limitada en CD para esa región del mundo.

## Créditos
- Escrito por: Vince Clarke y Andy Bell, excepto «Rapture» escrita por Chris Stein y Deborah Harry, y «Magic Moments» escrita por Burt Bacharach y Hal David.
- Publicado por: Musical Moments Ltd/Minotaur Music Ltd/Sony/ATV Music Publishing (UK) Ltd. Edición norteamericana publicada por Sony Music Publishing ASCAP excepto «Rapture» publicada por Rare Blue Music Inc./Monster Island Publishing ASCAP y «Magic Moments» publicada por Famous Music Corp./Casa David.
- Productores: Gareth Jones y Neil McLellan.
- Grabado en: 37B, Strongroom, The Church, Beethoven Street, y Es Teix en España.
- Ingeniero: George Holt en 37B y Luke Gifford en The Church.
- Asistentes: Darren Tai en Beethoven Street, y Graham Dominy en The Church.
- Mezclado por: Mark Stent en Olympic Studio, asistido por Paul Walton.
- Coros:
  - Sam Smith y Jordan Bailey en «In My Arms».
  - Tracy Ackerman en «Don't Say Your Love Is Killing Me».
  - Andy Cane y Paul Williams en «Reach Out» y «Save Me Darling».
  - Paul Williams en «Boy».
- Diseño original: Intro.
- Gráficos 3D: Tapestry.
- Diseño de edición norteamericana: Kevin Reagan y Larimie Garcia.
- Representaciones
  - Gareth Jones: Out Management.
  - Neil McLellan y Luke Gifford: Strongroom Management.

## Cowboy (álbum) - (2CD Deluxe Hardback Book Album)
En mayo de 2024, se editó una versión remasterizada en disco doble, con el álbum original y el otro con los lados B de esa etapa, más remezclas y rarezas.
Edición en CD
| Cowboy |                                     |          |  |
| N.º    | Título                              | Duración |  |
| 1.     | «Rain»                              | 4:11     |  |
| 2.     | «Worlds on Fire»                    | 3:37     |  |
| 3.     | «Reach Out»                         | 3:47     |  |
| 4.     | «In My Arms»                        | 3:34     |  |
| 5.     | «Don't Say Your Love is Killing Me» | 3:46     |  |
| 6.     | «Precious»                          | 3:31     |  |
| 7.     | «Treasure»                          | 3:04     |  |
| 8.     | «Boy»                               | 3:40     |  |
| 9.     | «How Can I Say»                     | 3:16     |  |
| 10.    | «Save Me Darling»                   | 4:00     |  |
| 11.    | «Love Affair»                       | 3:36     |  |

| Disco dosː Lados B, Remezclas y rarezas |                                                                           |          |  |
| N.º                                     | Título                                                                    | Duración |  |
| 1.                                      | «Rain» (Al Stone Mix)                                                     | 4:09     |  |
| 2.                                      | «Rapture» (Extended version)                                              | 6:32     |  |
| 3.                                      | «In the Name of the Heart»                                                | 3:50     |  |
| 4.                                      | «First Contact» (Vocal Mix)                                               | 6:04     |  |
| 5.                                      | «Reach Out» (Alternative Lyrics)                                          | 3:47     |  |
| 6.                                      | «In My Arms» (Acoustic Version)                                           | 3:05     |  |
| 7.                                      | «Magic Moments» (Alternative Mix)                                         | 2:41     |  |
| 8.                                      | «My Love»                                                                 | 2:30     |  |
| 9.                                      | «Earth»                                                                   | 2:59     |  |
| 10.                                     | «Worlds on Fire» (Demo Version)                                           | 3:23     |  |
| 11.                                     | «In My Arms» (Love To Infinity Stratomaster Mix – US Edit)                | 4:18     |  |
| 12.                                     | «Don’t Say Your Love Is Killing Me» (TELEX Remix [Previously Unreleased]) | 3:27     |  |
| 13.                                     | «Rain» (Blancmange Remix)                                                 | 5:18     |  |
| 14.                                     | «Don’t Say Your Love Is Killing Me» (Jon Pleased Wimmin Flashback Vox)    | 6:43     |  |
| 15.                                     | «In My Arms» (Crumbling Down Extended Instrumental Remix)                 | 8:26     |  |
| 16.                                     | «Rain» (Stealing Sheep Remix)                                             | 4:40     |  |
| 17.                                     | «Heart of Glass» (en vivo en Oxford)                                      | 4:57     |  |

### Créditos adicionales
Todos los temas fueron escritos por: Vince Clarke y Andy Bell, excepto «Rapture» escrita por Chris Stein y Deborah Harry, «Magic Moments» escrita por Burt Bacharach y Hal David y «First Contact» escrito por Vince Clarke, Andy Bell, Gareth Jones, Phil Harding y Ian Curnow.